# Neuhausen am Rheinfall
Neuhausen am Rheinfall (tot 1938 officieel in het Duits Neuhausen) is een gemeente en plaats in het Zwitserse kanton Schaffhausen.
Neuhausen am Rheinfall telt 9835 inwoners.